# Gypona funalis
Gypona funalis är en insektsart som beskrevs av Delong och Freytag 1962. Gypona funalis ingår i släktet Gypona och familjen dvärgstritar. Inga underarter finns listade i Catalogue of Life.